# Mei’an-Tempel

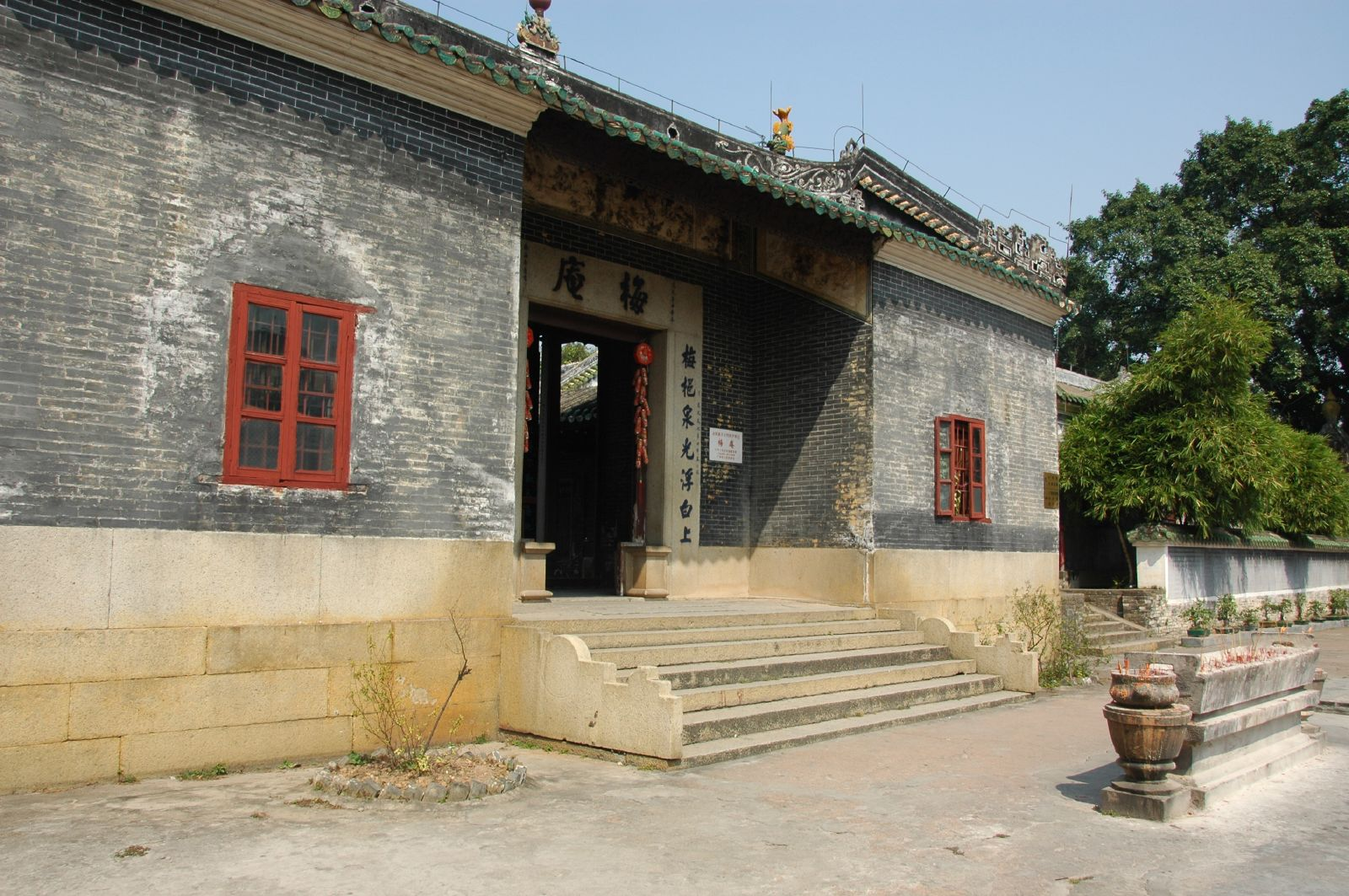
Mei’an-Tempel

Der Mei’an-Tempel bzw. das Mei’an-Kloster (chinesisch 梅庵, Pinyin Méi’ān, englisch Mei’an Temple/Plum Nunnery – „Pflaumen-Nonnenkloster“) ist ein buddhistischer Tempel in der bezirksfreien Stadt Zhaoqing in der südchinesischen Provinz Guangdong.
Das Kloster wurde von dem Mönch Zhiyuan 智远 im 2. Jahr (996) der Regierungsepoche Zhidao der Nördlichen Song-Dynastie erbaut. Huineng, der sechste Patriarch des Chan-Buddhismus, liebte Japanische Pflaumen so sehr, dass er an jedem Ort, an den er kam, einen Baum pflanzte.
Es steht seit 1996 auf der Liste der Denkmäler der Volksrepublik China (4-109). In ihm ist heute das Zhaoqing-Museum untergebracht.